# 施更生
施更生（Casper C Skinsness，1886年12月29日—1961年12月31日）美籍挪威裔路德宗传教士。
1886年12月29日，施更生出生在挪威。1907年移民美国。1914年毕业于芝加哥洛约拉大学（Loyola University）。1915年在芝加哥女执事医院（Deaconess Hospital）实习，同年与挪威裔药剂师和护士Mathilde Fredrikke Olson Skinsnes（1887– 1974）结婚，婚后夫妇二人立即受美瑙路德会（the United Lutheran Church in the United States）差遣，前往中国传教。
施更生夫妇抵达中国后，先在鸡公山学习中文，1916年驻河南信阳。1917年派往湖南益阳的信义医院（今益阳市中心医院）。1919年调往河南光州（潢川），负责潢川信义医院（今潢川县人民医院）。三年后，施更生将其发展到80张病床、40名员工的规模。1923年，施更生调往信阳，任豫南大同医院（South Honan Union Hospital，即今信阳市中心医院）院长，成为当地的名医。抗战期间，日军占领信阳，施更生调往确山主持教会医院，冒着日军轰炸，救治大量中国难民和国共两方的伤兵，还包括美国左派记者史沫特莱，并因其贡献而得到蒋介石的表彰。
珍珠港事变后，施更生在1942年被迫离开中国。前往坦桑尼亚事奉。战后，1946年回到信阳时，施更生受到一万多民众的欢迎。1949年，施更生夫妇被迫离开信阳，回到美国，服务于伊利诺伊州的Danforth诊所。1961年12月31日去世，享年75岁。
施更生之子施钦仁（Olaf Kristian Skinsnes，1917– 1997）出生于河南信阳,是知名的麻风病专家。他是芝加哥大学医学博士，1949-1959年任教于香港大学，并创办喜灵洲麻风病院。